# Нојкирицш
Нојкирицш (њем. Neukieritzsch) општина је у њемачкој савезној држави Саксонија. Једно је од 41 општинског средишта округа Лајпциг. Према процјени из 2010. у општини је живјело 5.828 становника. Посједује регионалну шифру (AGS) 14729320.

## Географски и демографски подаци
Нојкирицш се налази у савезној држави Саксонија у округу Лајпциг. Општина се налази на надморској висини од 143 метра. Површина општине износи 50,3 km². У самом мјесту је, према процјени из 2010. године, живјело 5.828 становника. Просјечна густина становништва износи 116 становника/km².